# Mas Bru
El Mas Bru és una masia de Girona inclosa a l'Inventari del Patrimoni Arquitectònic de Catalunya.

## Descripció
És una masia amb diverses edificacions que compta amb dues torres defensives, una a al sud-oest de l'edifici principal i una al nord de la masoveria. Els edificis d'habitatge no disposen de particularitats arquitectòniques destacables, essent d'obra popular. El mas principal possiblement ha estat objecte d'importants reformes en època contemporània.
La torre que se situa al sud-oest del mas és de planta quadrada, aproximadament de 6 metres de costat, de tres pisos i sotacoberta. El parament és de maçoneria de pedra petita, amb cadenat de carreus a les cantonades, no destacat en els angles. La factura és pròpia d'entre els segles XV i XVI. Destaquen els diversos elements defensius que incorpora, especialment la garita de planta circular, a l'angle sud-oest, ubicada sobresortit del tercer pis i amb diverses finestretes i espitlleres. En el coronament hi ha merlets de mantellet, amb permòdols conservats, a tot el perímetre, la majoria tapiats. A la façana oest hi ha una finestra espitllerada, al segon pis; la resta de façanes no han pogut ser observades però possiblement presenten també elements defensius.
La torre situada al nord de la masoveria és de planta baixa i dos pisos, amb cadenat cantoner i de factura similar a l'altre torre. S'han observat dues espitlleres a la planta baixa i primer pis de la façana oest i una a la façana nord. Totes les finestres que presenta han estat obertes amb posterioritat a la construcció de la torre, en època contemporània.

## Història
A l'edifici hi ha algunes construccions annexes de principis del segle xix, obra de l'arquitecte Rafael Masó. En el interior de la casa també hi ha dissenys del mateix arquitecte.